# 야마카와 히토시

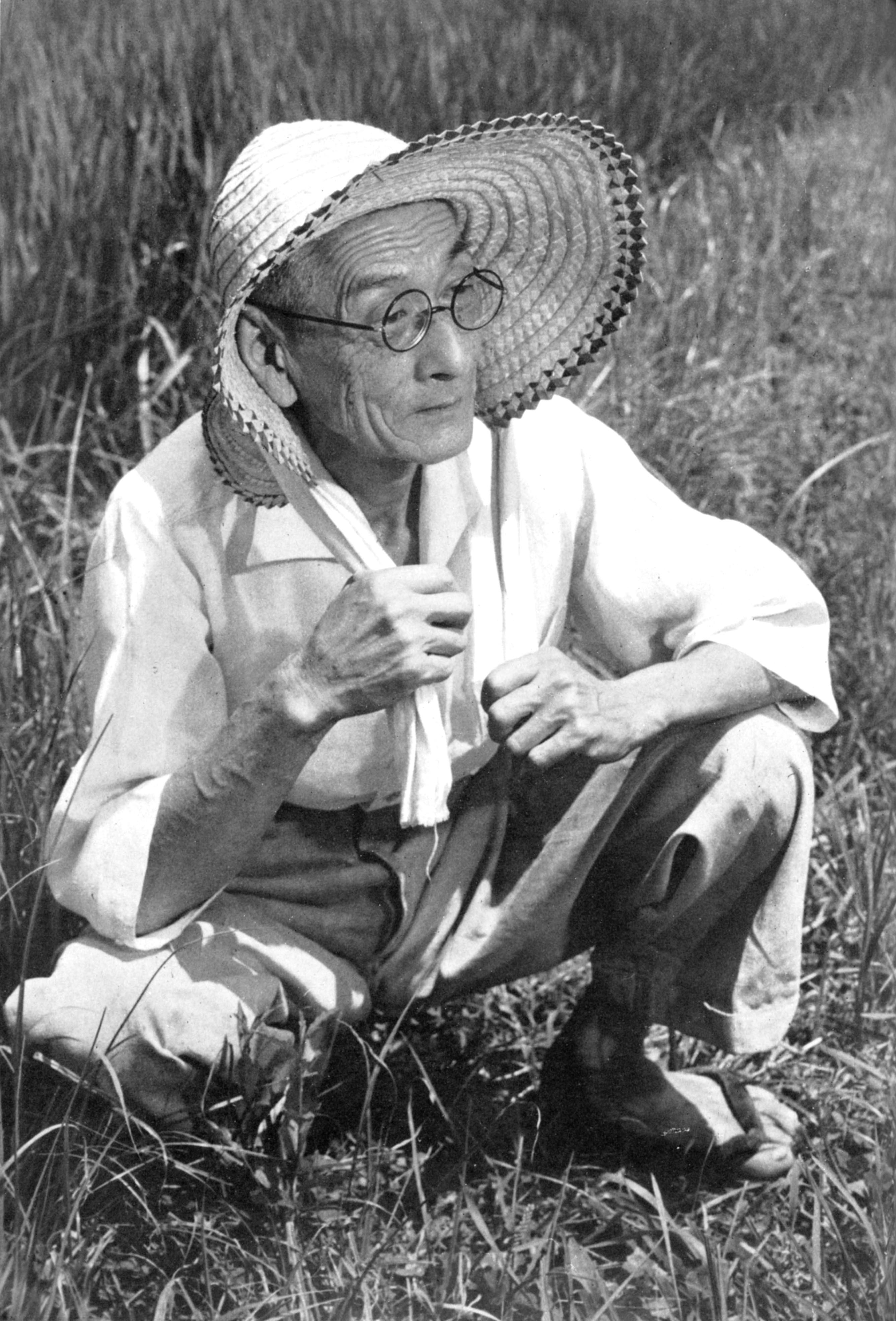

야마카와 히토시(일본어: 山川 均: 1880년 12월 20일 - 1958년 3월 23일)는 일본의 사회주의 운동가, 재야 경제학자다. 노농파 마르크스주의의 지도적 이데올로그였다.